# Worthley Peak
Der Worthley Peak ist ein 838 m hoher Berg in der antarktischen Ross Dependency. In der Holland Range ragt er am nördlichen Ende des Benson Ridge oberhalb des Robb-Gletschers auf.
Der United States Geological Survey kartierte ihn anhand eigener Tellurometervermessungen und Luftaufnahmen der United States Navy aus den Jahren von 1960 bis 1962. Das Advisory Committee on Antarctic Names benannte ihn 1966 nach Elmer G. Worthley Jr. (1921–1991), der von 1958 bis 1959 im United States Antarctic Research Program als Bryologe auf der McMurdo-Station tätig war.